# Löshår
Löshår är artificiellt tillagt hår, oftast på huvudet och fäst på olika sätt.
Benämningen sammanfattar alla sorters hår som används för att fylla ut det egna håret. Det inkluderar lösflätor, lösmustascher, lösskägg, postischer, tupéer med mera.
Människohår är ett dyrare råmaterial, och syntetiskt hår är ett billigare. Löshår kan även vara fäst på snoddar eller dylikt, vilket kallas falls.
Äkta löshår klassificeras i två olika grupper, de med Remy och de utan Remy. 
Remy innebär att alla hårstrån i löshåret ligger i samma riktning. Det innebär att hårstråna är sorterade med hårrötterna åt ena sidan och hårtopparna åt andra sidan. Med andra ord ligger fjällskikten i hårstråna åt samma riktning.

## Källhänvisningar
1. ↑  "löshår". NE.se. Läst 29 november 2014.
2. ↑  "Remy". Headzone.se. Läst 15 januari 2016.